# Tony Banks (Musiker)

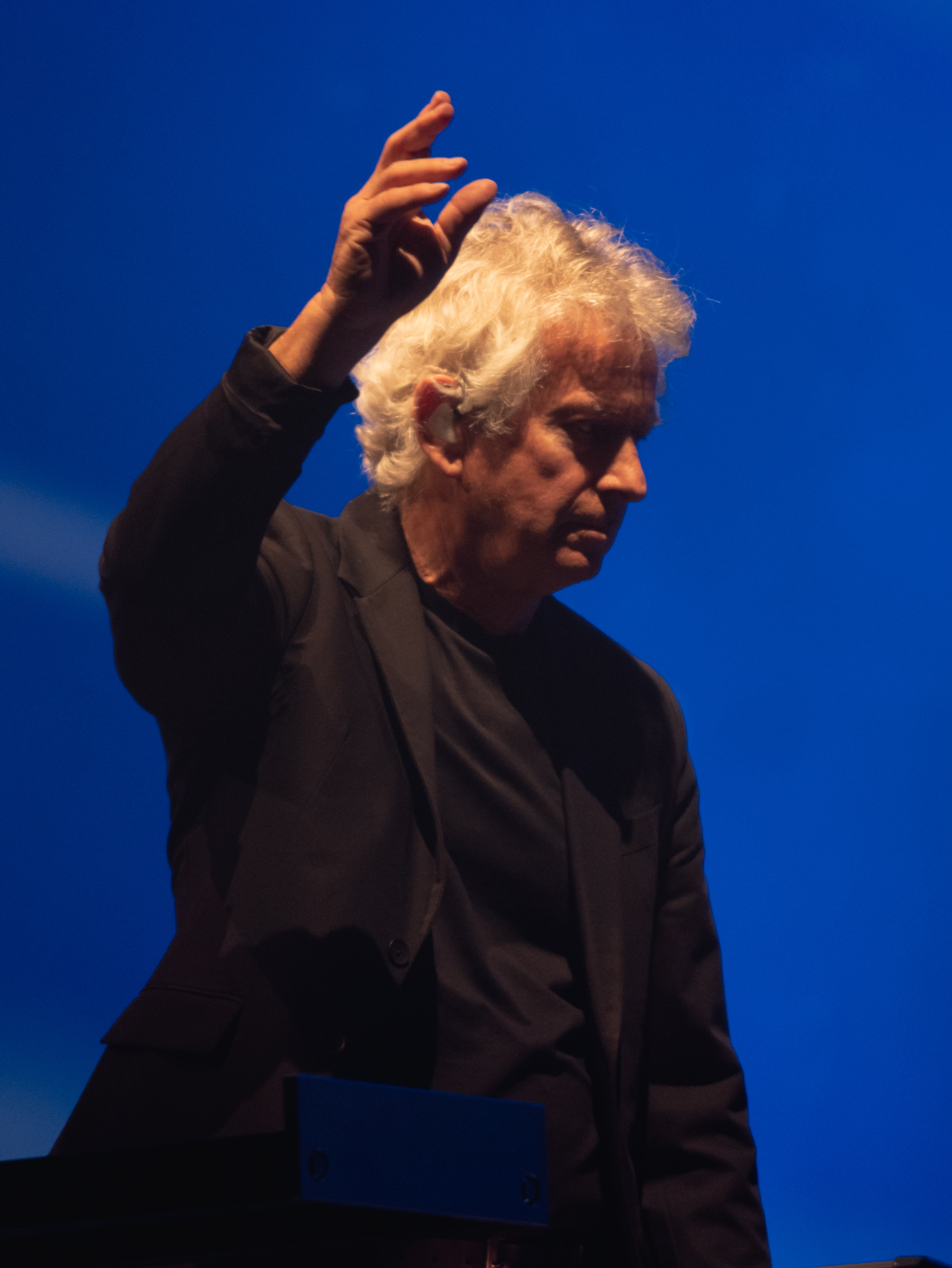
Tony Banks (2022)

Anthony George „Tony“ Banks (* 27. März 1950 in East Hoathly, Sussex, England) ist ein britischer Musiker, Keyboarder und Mitgründer der Band Genesis.

## Biografie

### Jugend
Banks wurde als erstes Kind von John und Nora Banks geboren. Er hat vier Geschwister. Zuerst spielte er Geige, dann lernte er Klavier und brachte sich selbst das Gitarrespielen bei. 
Im September 1963 kam er auf die Charterhouse School in Godalming, wo er sich schnell mit dem ebenfalls künstlerisch veranlagten Peter Gabriel anfreundete, was einen Grundstein für die spätere Band Genesis legen sollte. Zusammen mit Schlagzeuger Chris Stewart gründeten sie zunächst die Schülerband The Garden Wall, Anfang 1967 taten sie sich mit der konkurrierenden Schulband Anon rund um Mike Rutherford und Anthony Phillips zusammen.

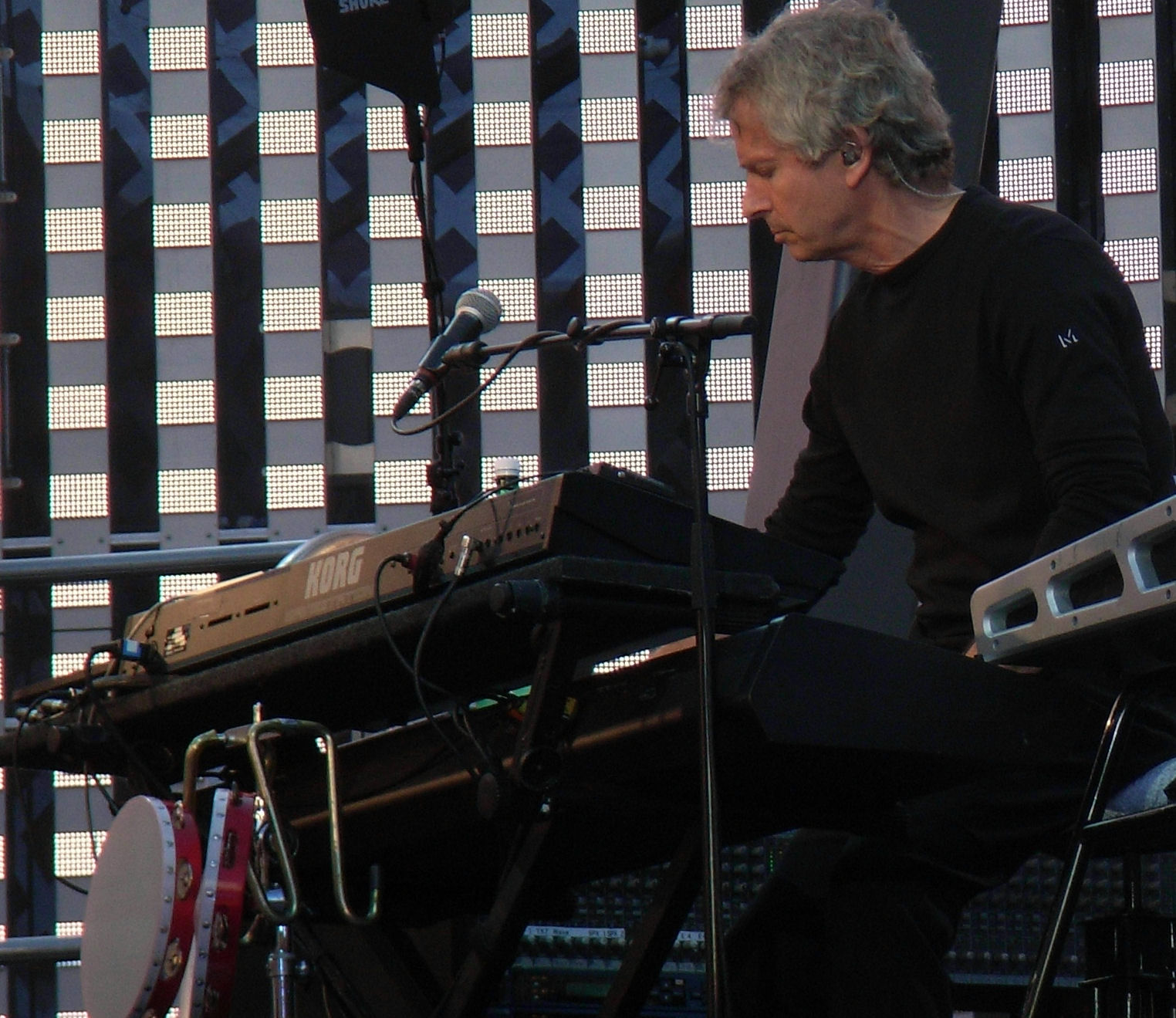
Tony Banks (2007)

Ab 1968 studierte er Chemie an der University of Sussex in Brighton, wechselte aber schnell zu Philosophie (Logik) und Physik. Seit Sommer 1969 widmete er sich dem gemeinsamen Bandprojekt und ist professioneller Musiker.

### Karriere bei Genesis
Banks’ kunstvolle Keyboardsoli – wie das Klavierintro von Firth of Fifth und der Instrumentalteil bei The Cinema Show – prägten den Sound von Genesis maßgeblich. Außerdem spielte Banks noch 12-saitige Gitarre (gemeinsam mit Steve Hackett und Mike Rutherford) zu akustischen Passagen in Songs wie The Musical Box und dem Beginn von Supper’s Ready. Banks übernahm gelegentlich auch Begleitgesang; so sang er 1970 gemeinsam mit Peter Gabriel das Lied The Shepherd, das allerdings erst 1998 in der Anthologie Archive I – 1967–1975 auf einem Genesis-Album erschienen ist.
Bemerkenswerte von Banks komponierte Genesis-Stücke sind Mad Man Moon, die komplexe Suite One for the Vine und die hymnische Ballade Afterglow, mit der die Band bei Live-Auftritten meist ihre Medleys (Potpourris beliebter älterer Genesis-Stücke) abschloss.
Banks nutzt am Keyboard in mehreren Songs eine „Hand-über-Hand“-Spieltechnik, um schnelle Wechsel zwischen den häufig arpeggierten Akkorden zu bewerkstelligen – beispielsweise bei den Stücken The Lamb Lies Down on Broadway, Carpet Crawlers und später bei No Reply at All, auf dessen Musikvideo diese Technik kurz zu sehen ist.

### Projekte außerhalb Genesis
Nach dem Ausstieg Gabriels und Hacketts von Genesis war Banks der erste der drei verbliebenen Bandmitglieder, der ein Solo-Album veröffentlichte. Aber anders als bei seinen Bandkollegen Phil Collins und Mike Rutherford, die bedeutende Solo-Erfolge verbuchen konnten, hatten die Solo-Werke von Banks wenig Erfolg.
1978 verfasste er mit Mike Rutherford die Filmmusik zu Der Todesschrei (The Shout) (Regie: Jerzy Skolimowski). 1979 brachte er dann das erste Soloalbum A Curious Feeling heraus, wobei er darauf alle Parts außer Drums (Chester Thompson) und Gesang (Kim Beacon) selbst einspielte. Das Konzeptalbum basiert zum Teil auf der utopischen Kurzgeschichte Flowers for Algernon.
1983 erschien der von ihm geschriebene Soundtrack zu The Wicked Lady (deutscher Titel: Die verruchte Lady), welcher erst 2013 auf CD erschien. Auf der einen Seite der LP sind Banks' Synthesizer-Demos zu hören, die er im Heimstudio eingespielt hatte, die andere Seite enthält die Orchestereinspielungen. Ebenfalls 1983 kam sein zweites Soloalbum The Fugitive heraus, auf dem er nun auch sang. Es basiert – ähnlich wie Collins' Face Value-Album – auf Synthesizer-Demos, die er zu Hause aufgenommen hatte, welche dann im Genesis-Studio von Daryl Stuermer und anderen Gastmusikern erweitert wurden.
Einen Rückschlag erlitt er, als er 1984 für Hollywood den Soundtrack zu 2010 – Das Jahr, in dem wir Kontakt aufnehmen komponieren sollte, jedoch keiner seiner Vorschläge akzeptiert wurde und der Auftrag an David Shire ging. 1985 schrieb er die Musik zum Science-Fiction-Film Starship (deutscher Titel: Redwing – Flucht vor den schwarzen Droiden). 1986 wirkte er an der Filmmusik zu Quicksilver (mit Kevin Bacon) mit. Die Musik zu beiden Filmen wurde auf der LP/CD Soundtracks veröffentlicht. Auf dem Titel Shortcut to Somewhere (aus Quicksilver) arbeitete er zur Freude seiner Fans erstmals mit Fish von Marillion zusammen. Der Titel erschien auch als Single.
Ein weiterer Flop war 1989 das Album Bankstatement, mit dem Banks zusammen mit Produzent Steve Hillage und den Sängern Alistair Gordon und Jayney Klimek einspielte.
1991 brachte er das mit den Sängern Nik Kershaw, Fish, Andy Taylor und wieder Jayney Klimek zum Teil prominent besetzte Album Still heraus. Der von Nik Kershaw gesungene und mitgeschriebene Song I Wanna Change the Score wurde im Radio oft gespielt. Ein weiteres Highlight für Fans war der zusammen mit Fish entstandene komplexe Song Another Murder of a Day. Das Album blieb dennoch weit hinter den Erfolgserwartungen zurück.
1995 folgte das bislang letzte Rock-Album unter dem Pseudonym Strictly Inc. Banks’ Partner war Jack Hues, Ex-Sänger der Pop-Band Wang Chung. Das Album gilt zwar unter Fans – vor allem wegen des epischen 17-Minuten-Songs An Island in the Darkness – als Banks' reifstes Werk, verkaufte sich allerdings ähnlich schlecht wie die Vorgänger-Alben.
2004 kam das Orchesterwerk Seven heraus, dessen Fertigstellung mehrere Jahre dauerte. Das Album verkaufte sich nach Maßstäben für Klassik-Alben außerordentlich gut, führte einige Wochen lang die Klassik-Charts an und war oft auch in Deutschland bei Klassik Radio zu hören.

### Privatleben
Banks ist seit 1972 mit Margaret verheiratet. Das Ehepaar hat zwei Kinder. Er wohnt in der ländlichen Gegend nahe Guildford in der Nähe von Mike Rutherford und dem Genesis-Tonstudio The Farm.

## Keyboards
Nachfolgend eine Liste der von ihm hauptsächlich eingesetzten Keyboards und Synthesizer:
- Hammond L-122-Tonradorgel mit Leslie; ab 1974: Hammond T-102; ab 1977 wurde das Leslie durch eine Kombination aus Boss CE-1 Chorus und MXR Phase 100 ersetzt
- Hohner Pianet (zumeist durch Verzerrer gespielt, um einen E-Gitarre-Sound zu erzeugen; Anfang bis Mitte der 1970er)
- Mellotron Mk II (gekauft von King Crimson); von 1973 bis 1977 setzte er ein M400 ein
- ARP Pro Soloist Synthesizer (ab 1973 bis 1977; unter anderem im Solo von The Cinema Show oder In The Cage)
- RMI Electra 368 Piano (1974 bis 1977; häufig nutzte er den Orgelmodus, durch Phaser, Verzerrer und Leslie geschickt)
- ELKA Rhapsody String Synthesizer (beim Album The Lamb Lies Down On Broadway)
- ARP 2600 Synthesizer (1976 bis 1978, z. B. Synthesizer-Solo bei Follow You Follow Me)
- Roland RS-202 String Synthesizer (1977 bis 1978)
- Fender Rhodes Electric Piano Mk I (1977, auf Your Own Special Way)
- Yamaha CP-70 Electric Grand Piano durch BOSS CE-1 Chorus (1978 bis heute)
- Moog Polymoog Synthesizer (1978 bis 1980)
- Yamaha CS-80 Synthesizer (1979 bis 1981, v. a. auf dem Duke-Album)
- ARP Quadra Synthesizer (1980 bis Ende der 80er, Ende der 80er ließ Banks den Quadra midifizieren; der sägende Lead-Sound bei Abacab kommt vom Quadra)
- Sequential Circuits Prophet-5 Rev. 2 (1980 bis Ende der 80er)
- Roland VP330 Vocoder (1980 bis 1987, ersetzte das Mellotron)
- Sequential Circuits Prophet-10 (1981 bis 1987, ersetzte die Hammond-Orgel)
- NED Synclavier II (FM-Version mit ORK-Tastatur, 1983 bis 1987)
- E-mu Emulator (1983)
- E-mu Emulator II (1986/87)
- Yamaha DX-7 (1986, u. a. Bass bei Land of Confusion)
- Akai S900 (ab 1986)
- E-mu Emulator III (1991)
- Ensoniq VFX (1991; live wurde ein SD-1 eingesetzt)
- Korg Wavestation (ab 1991)
- Roland JD-800 (ab 1991)
- Korg Trinity (ab 1997)
- Korg Oasys (2007)

## Diskografie

### Alben
| Jahr | Titel             | Höchstplatzierung, Gesamtwochen, AuszeichnungChartplatzierungen (Jahr, Titel, Platzierungen, Wochen, Auszeichnungen, Anmerkungen) | Höchstplatzierung, Gesamtwochen, AuszeichnungChartplatzierungen (Jahr, Titel, Platzierungen, Wochen, Auszeichnungen, Anmerkungen) | Höchstplatzierung, Gesamtwochen, AuszeichnungChartplatzierungen (Jahr, Titel, Platzierungen, Wochen, Auszeichnungen, Anmerkungen) | Anmerkungen |
| Jahr | Titel             | DE | UK | US | Anmerkungen |
| ---- | ----------------- | --- | --- | --- | ----------- |
| 1979 | A Curious Feeling | — | UK21 (5 Wo.)UK | US171 (5 Wo.)US |             |
| 1983 | The Fugitive      | — | UK50 (2 Wo.)UK | — |             |

Weitere Alben
- 1983: The Wicked Lady (Soundtrack)
- 1985: Soundtracks
- 1989: Bankstatement
- 1991: Still
- 1995: Strictly Inc. (unter dem Namen Strictly Inc.)
- 2004: Seven – A Suite for Orchestra
- 2012: Six - Pieces for Orchestra
- 2018: Five, mit dem Czech National Symphony Orchestra unter der Leitung von Nick Ingman, BMG Rights Management (Warner)

### Singles
| Jahr | Titel                              | Höchstplatzierung, Gesamtwochen, AuszeichnungChartplatzierungen (Jahr, Titel, Platzierungen, Wochen, Auszeichnungen, Anmerkungen) | Höchstplatzierung, Gesamtwochen, AuszeichnungChartplatzierungen (Jahr, Titel, Platzierungen, Wochen, Auszeichnungen, Anmerkungen) | Höchstplatzierung, Gesamtwochen, AuszeichnungChartplatzierungen (Jahr, Titel, Platzierungen, Wochen, Auszeichnungen, Anmerkungen) | Anmerkungen       |
| Jahr | Titel                              | DE | UK | US | Anmerkungen       |
| ---- | ---------------------------------- | --- | --- | --- | ----------------- |
| 1986 | Short Cut to Somewhere Soundtracks | — | UK75 (2 Wo.)UK | — | feat. Fish        |
| 1991 | I Wanna Change the Score Still     | DE55 (11 Wo.)DE | — | — | feat. Nik Kershaw |

Weitere Singles
- 1979: For a While
- 1983: The Wicked Lady
- 1983: This is Love
- 1983: And the Wheels keep turning
- 1985: You call this Victory
- 1989: Throwback
- 1989: I’ll Be Waiting
- 1991: The Gift (feat. Andy Taylor)
- 1992: Still It Takes Me by Surprise (feat. Andy Taylor)
- 1995: Only Seventeen
- 1995: Walls of Sound

## Trivia
Banks ist dafür bekannt, dass er bei Genesis-Konzerten konzentriert auftritt.
Auf Banks’ Solo-Album Bankstatement sang er die Lead-Vocals des Lieds Big Man.